# Jan Abdun
Jan Abdun (ur. ?, zm. ?) – w latach 1075–1077 syryjsko-prawosławny Patriarcha Antiochii. Syryjski Kościół Ortodoksyjny uważa go za antypatriarchę. Został wybrany w 1075 po śmierci Bazyleusza II. W 1077 roku został obalony, choć aż do 1091 roku uważał siebie za patriarchę.